# 健児
健児（こんでい）は、奈良時代から平安時代における地方軍事力として整備された軍団。

## 概要
「健児」は『日本書紀』の訓に「ちからひと」とあり、皇極天皇元年（641年）7月22日条に「乃ち健児に命（ことおお）せて、翹岐が前に相撲（すまひ）とらしむ」、天智天皇2年8月13日条の「今聞く、大日本国（おおやまとのくに）の救将（すくいのきみ）廬原君臣（いおはらのきみおみ）、健児万余（よろづあまり）を率（い）て、正に海を越えて至らむ」との記述があり、ともに「武勇者」や「兵士」の意味で用いられている。在地の武力の例としては、「近江国志何郡計帳手実」に、同郡の古市郷の人で、大友但波史吉備麻呂に関して、神亀2年（725年）及び天平元年（729年）から6年にかけての、35歳から44歳までの記述で「健児」の注記がある。
『類聚三代格』にある大同5年5月11日「太政官符には、天平5年11月14日の勅符に、「兵士三百人を以て健児と為す者は」とあり、これは陸奥出羽按察使藤原緒嗣の解に引用されるもので、陸奥国の施策であると北啓太は述べている。
8世紀初頭に本格運用され始めた律令制においては、国家の軍事組織として全国各地に軍団を置くこととしていた。軍団は3〜4郡ごとに設置されており、正丁（成年男子）3人に1人が兵士として徴発される規定であった。天平6年4月23日（734年）に出された勅（天皇の命令）には、「健児・儲士・選士の田租と雑徭を半分免除する」とあり、もともと健児は、軍団兵士の一区分だったと考えられている。天平10年（738年）には、北陸道と西海道を除く諸道で健児を停止しており、これにより健児は一旦、ほぼ廃止することとなった。
その後、天平宝字6年（762年）になって、健児が一部復活した。伊勢国・近江国・美濃国・越前国の4か国において郡司の子弟と百姓の中から、20歳以上40歳以下で弓馬の訓練を受けた者を選んで健児とすることとされた。健児の置かれた4か国はいずれも畿内と東国の間に位置しており、当時最大の権力者だった恵美押勝（藤原仲麻呂）により、対東国防備の強化のため、少数精鋭を旨とする健児を復活したのだとする見解もある。
8世紀末の桓武天皇は、現状との乖離が大きくなりつつあった律令制を再建するため、大規模な行政改革に着手した。その一環として、延暦11年6月（792年）、陸奥国・出羽国・佐渡国・西海道諸国を除く諸国の軍団・兵士を廃止し、代わって健児の制を布いた。この時の健児は天平宝字6年と同様、郡司の子弟と百姓のうち武芸の鍛錬を積み弓馬に秀でた者を選抜することとしており、従前からの健児制を全国に拡大したものといえる。これにより、一般の百姓らが負担していた兵役の任務はほぼ解消されることとなった。
諸国ごとの員数は、山城30人、大和30人、河内30人、和泉20人、摂津30人、伊賀30人、伊勢 100人、尾張50人、三河30人、遠江60人、駿河50人、伊豆30人、甲斐30人、相模100人、武蔵105人、安房30人、上総100人、下総 150人、常陸200人、近江200人、美濃100人、信濃100人、上野100人、下野100人、若狭30人、越前100人、能登50人、越中50人、越後100人、丹波50人、丹後30人、但馬50人、因幡50人、伯耆50人、出雲100人、石見30人、隠岐30人、播磨100人、美作50人、備前 50人、備中50人、備後50人、安芸30人、周防30人、長門50人、紀伊30人、淡路30人、阿波30人、讃岐50人、伊予50人、土佐30人となっており、全体として51ヶ国に3155人が配置されている。
健児の任務は諸国の兵庫、鈴蔵および国府などの守備であり、郡司の子弟を選抜して番を作り任に当たらせ、国府におかれた健児所が統率した。健児約5人で1番を組織し、数番を作り、国庫の守備に交互に勤務させ、1人の勤務は1年間約60日と定められた。延暦14年閏7月勅によって日限を最長30日と短縮し、これによって従前の1番を分けて2番として1番あたりの人数を減じた。しかし分衛が十分でなかったため、日限を元通りの2倍にする代わりに、健児の調は免じられ、より軍務に専念させるようになった。平安時代中期貞観8年11月に勅をもって、その選任に意を用い、よく試練を行なって1人を以て100人に当り得る強力な兵士となすべきことを国司に命じた。
健児には、一般に庸・雑徭が免除されたが、志摩国など十ヶ国は雑徭のみが免除され、畿内は延暦16年（797年）、調も免除されている。
なお、軍団・兵士が廃止されなかった地域、すなわち、佐渡・西海道のような国境地帯では海外諸国の潜在的な脅威が存在し、陸奥・出羽では蝦夷を討伐する対蝦夷戦争が継続していた。これらの地域では従前の大規模な軍制を維持する必要があったため、軍制の軽量化といえる健児制は導入されなかったのである。
なお、対蝦夷戦争との関係で言えば、延暦11年の健児制導入の改革の本当の目的は、騎馬を得意とする蝦夷に対して歩兵を主体とする一般百姓の兵士では対応できないため、蝦夷と対峙するための騎兵の確保を目的としていたとする説もある。
その後、軍団が復活すると、健児は軍団の兵士として位置づけられ、10世紀ごろには、健児維持に用するための健児田が設定されたり、全国定員が約3600人（陸奥・出羽・佐渡にも置かれるようになったが、西海道には置かれなかった）とされていたことなどが判っている。（延喜式などによる。）
健児の導入は、それまでの一般百姓から歩兵を徴収し、中国大陸・朝鮮半島からの沿岸防備・渡海侵攻（実際には行われなかったが新羅征討計画は存在した）を前提としていた7世紀以来の律令制の基本的な軍事政策が転換され、現実的な蝦夷征討などの国内の敵対者に対する陸上攻撃に備えた体制に転換したとも言える。そして、健児と共に本格的に導入された「弓馬の士」と称された騎馬兵力はその社会的認知を高め、国衙の軍事力や貴族層の私兵としての役目を担うようになり、後世の武士の発生の源流の1つになったとする指摘もある。